# Laphria incivilis
Laphria incivilis là một loài ruồi trong họ Asilidae. Laphria incivilis được Walker miêu tả năm 1857. Loài này phân bố ở miền Ấn Độ - Mã Lai.